# أوقست فون كروز
أوقست فون كروز (بالألمانية: August von Kruse) هو عسكري ألماني، ولد في 5 نوفمبر 1779 في فيسبادن في ألمانيا، وتوفي في 31 يناير 1848 في Eisenbach, Taunus ‏ في ألمانيا.